# Ronde van Vlaanderen
De Ronde van Vlaanderen, die tot een van de monumenten van de wielerklassiekers wordt gerekend, werd bij de mannen voor het eerst georganiseerd in 1913 door de sportkrant Sportwereld. Het was destijds gebruikelijk dat uitgevers van kranten en tijdschriften wielerwedstrijden organiseerden om hun uitgaven te promoten. Léon Van den Haute, stichter en sterke man achter de schermen bij Sportwereld was ook de stichter van de eerste Ronde van Vlaanderen. Later werd ten onrechte aangenomen dat journalist Karel Van Wijnendaele al van bij de start de inrichter van de Ronde was. Van Wijnendaele was de man van de marketing die vooral na de oorlog de Ronde haar legendarische uitstraling meegaf.
De Ronde van Vlaanderen was aanvankelijk, tot kort na de oorlog, vooral een Belgische wedstrijd. In de beginjaren werd de Ronde nog vaak op dezelfde dag gereden als Milaan-San Remo. De betere Italiaanse en Franse renners kozen doorgaans voor die laatste koers, waardoor de Ronde voor de oorlog slechts één niet-Belgische winnaar kende, de Zwitser Heiri Suter.
Na de Tweede Wereldoorlog begon de Ronde aan haar opmars als belangrijke internationale wedstrijd, onder meer omdat de organisatoren van een aantal koersen de Challenge Desgrange-Colombo in het leven riepen, een soort voorloper van de wereldranglijst, waarvan de Ronde deel uitmaakte.
Vanaf 2010 is de organisatie van de Ronde van Vlaanderen in handen van Flanders Classics. Zij maakt ook deel uit van de UCI World Tour.
Sinds 2004 wordt de Ronde van Vlaanderen voor vrouwen georganiseerd. De wedstrijd start en eindigt in Oudenaarde. De afstand bedraagt zo'n 150 kilometer en er moeten vijf kasseistroken en tien hellingen bedwongen worden. De wedstrijd maakte tot 2015 deel uit van de Wereldbeker en behoort sinds 2016 tot de UCI Women's World Tour.      

## Trofee
Sinds 1995 krijgt de winnaar van de Ronde van Vlaanderen een trofee, een bronzen beeld van vier kilo, dat wordt gemaakt door de Vlaamse kunstenaar Fernand Vanderplancke. Ook de winnares bij de vrouwen ontvangt een trofee die sinds 2019, op verzoek van Jolien D'hoore, gelijk is aan die van de mannen.

## Parcours

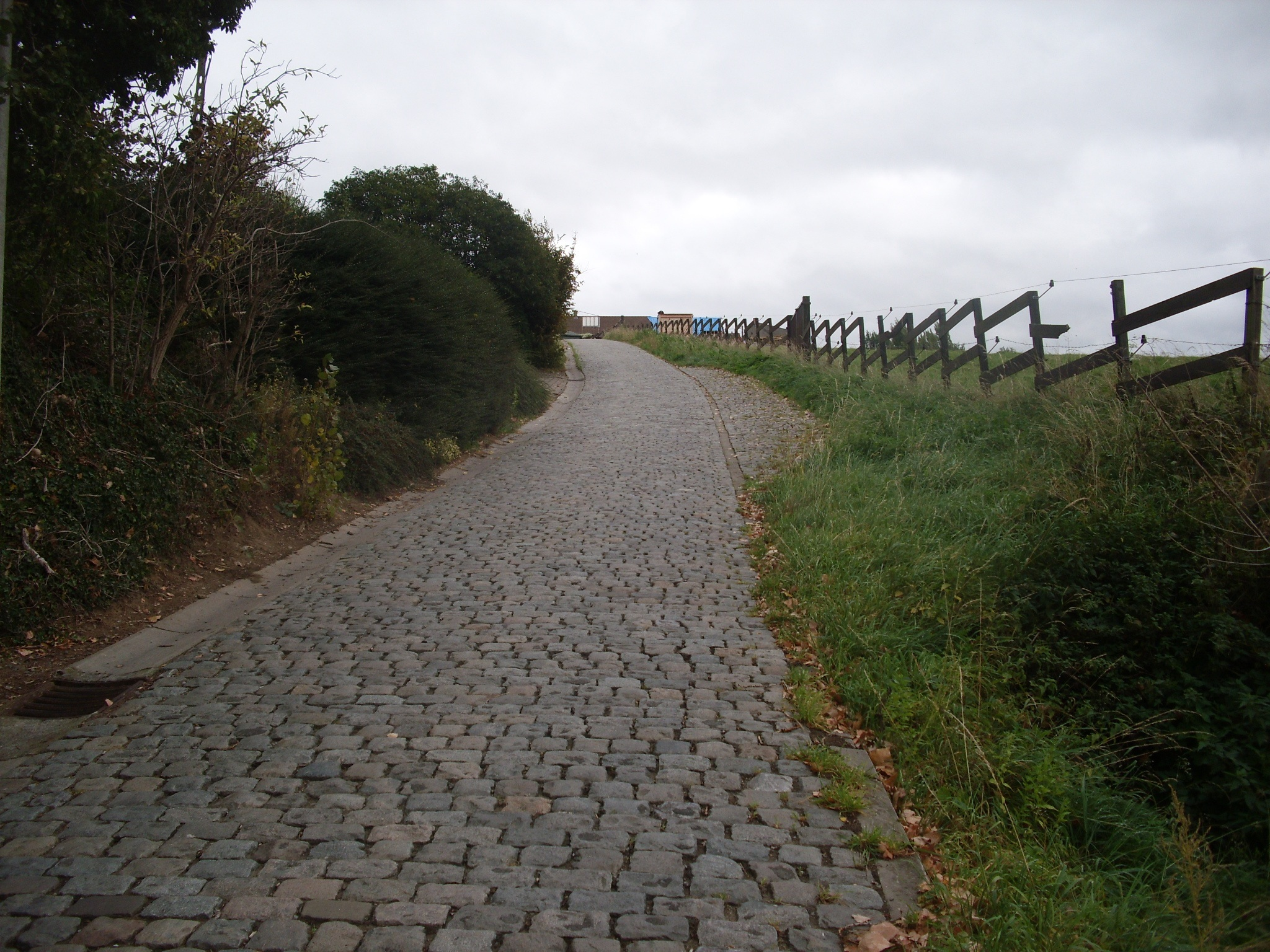
De Paterberg is sinds 2012 de laatste helling op het parcours.

In de eerste helft van de 20e eeuw lagen de Vlaamse wegen er vaak slecht bij, zodat een selectief parcours relatief eenvoudig uit te tekenen was. Grote delen van de wedstrijd verliepen zo vanzelf over kasseiwegen. Halverwege de eeuw werden na de grote verbindingswegen ook meer en meer lokale wegen geasfalteerd, zodat de wedstrijd steeds meer moest uitwijken naar kleinere wegen en hellingen. Omdat het steeds moeilijker was de nodige kasseistroken aan te doen, werden uiteindelijk steeds meer hellingen opgenomen in het parcours. Het zwaartepunt van de wedstrijd verplaatste zich zo steeds meer naar de Vlaamse Ardennen.
De start- en aankomstplaats wijzigden herhaaldelijk doorheen de geschiedenis. Oorspronkelijk startte de Ronde in Gent (tot 1976). Later werd de start achtereenvolgens overgeplaatst naar Sint-Niklaas (1977-1997), Brugge (1998-2016) en Antwerpen (2017-2021). In 2021 werd ten slotte beslist de start vanaf 2022 afwisselend in Antwerpen en Brugge te laten plaatsvinden. De aankomst was oorspronkelijk eveneens in of rond Gent (tot 1972) en Wetteren (1928 tot 1961). Later werd dit Meerbeke (1973-2011) en nadien Oudenaarde (sinds 2012), waar de finishlijn aan de Minderbroederstraat kwam te liggen.
Na een relatief vlak begin slingert het parcours zich door de Vlaamse Ardennen richting de finish. Het precieze parcours wijzigt elk jaar een klein beetje. Steeds moeten de renners zo'n twintig kilometer aan kasseistroken en zo'n vijftien à twintig hellingen overbruggen.
Van 1975 tot en met 2011 waren de Muur van Geraardsbergen en de Bosberg meestal de laatste twee hellingen die werden beklommen voor de finish. Door de overplaatsing van de finish naar Oudenaarde in 2012, verloren de Muur en de Bosberg hun rol en werden zij nog slechts sporadisch aangedaan. De Oude Kwaremont en de Paterberg werden vanaf dan driemaal beklommen in de finale.
In 2014 werd het parcours wederom aangepast. Sindsdien is de Oude Kwaremont de eerste klim van de dag. Nadien wordt een grote lus afgelegd met hellingen en kasseistroken. Na de tweede passage over de Oude Kwaremont en de eerste maal Paterberg volgen in de slotlus een reeks van zware kasseihellingen waaronder de Koppenberg, de Taaienberg en de Oude Kruisens, alvorens de Oude Kwaremont en de Paterberg een laatste keer moeten worden beklommen.
In 2017 werd de Muur van Geraardsbergen opnieuw opgenomen in het parcours, ditmaal op honderd kilometer van de finish. Deze wijziging duurde tot en met 2019. Sindsdien is de Muur niet meer in het parcours opgenomen.
In 2024 worden omwille van de veiligheid van de renners enkele kleine wijzigingen doorgevoerd. Zo wordt de aanloop naar de Koppenberg veiliger door een andere aanlooproute te kiezen na de Paterberg. Ook worden de Kortekeer en Kanarieberg uit het parcours gehaald omdat de wedstrijd hier vaak stil viel. Een andere wijziging is dat de Nieuwe Kruisberg tweemaal beklommen gaat worden.

### Hellingen
- Achterberg
- Berendries
- Berg Hostellerie
- Berg ten Houte
- Berg ten Stene
- Boigneberg
- Bosberg
- Bossenaarberg
- Den Ast
- Edelareberg
- Eikenberg
- Eikenmolen
- Flierendries
- Het Foreest
- Grotenberge
- Hoogberg-Hotond
- Kanarieberg
- Kapelleberg
- Kaperij
- Kasteelstraat
- Kattenberg
- Keiweg-Leberg
- Kloosterstraat
- Kluisberg
- Knokteberg
- Koppenberg
- Kortekeer
- Kouterberg
- Kruisberg
- Kwaremont
- Ladeuze
- Leberg
- Marlboroughstraat
- Molenberg
- Muur-Kapelmuur
- Muziekberg
- Nellekensberg
- Oude Kruisens
- Nokereberg
- Onderbossenaarstraat
- Oude Kwaremont
- Parikeberg
- Paterberg
- Pijpketel
- Pollareberg
- Pottelberg
- Rekelberg
- Semmerzake
- Slijpstraat-Kortendries
- Statieberg
- Steenberg
- Steenbeekberg
- Steenbeekdries
- Stokstraat
- Taaienberg
- Tenbosse
- Tiegemberg
- Valkenberg
- Varent
- Volkegemberg
- Wolvenberg

### Voornaamste kasseistroken
- Donderij
- Doorn
- Haaghoek
- Holleweg
- Huisepontweg
- Jagerij
- Kerkgate
- Lippenhovestraat
- Mariaborrestraat
- Paddestraat
- Ruitersstraat
- Varentstraat

## Erelijst mannen
Recordhouders zijn de Belgen Achiel Buysse, Eric Leman, Johan Museeuw, Tom Boonen, de Italiaan Fiorenzo Magni, de Zwitser Fabian Cancellara en de Nederlander Mathieu van der Poel met elk drie overwinningen. Magni is de enige die de Ronde drie keer op rij wist te winnen. Van der Poel is de enige die 6 edities op rij het podium wist te behalen, met drie overwinningen, twee tweede plaatsen en één derde plaats. Briek Schotte en Museeuw wisten 8 keer het podium te halen.
Louison Bobet (1955), Rik Van Looy (1962), Eddy Merckx (1975), Tom Boonen (2006), Peter Sagan (2016), Mathieu van der Poel (2024) en Tadej Pogačar (2025) zijn de enige renners die de Ronde van Vlaanderen wonnen als wereldkampioen.
| Jaar      | Winnaar                                             | Tweede                                              | Derde                                               |
| --------- | --------------------------------------------------- | --------------------------------------------------- | --------------------------------------------------- |
| 1913      | Pol Deman                                           | Joseph Van Daele                                    | Victor Doms                                         |
| 1914      | Marcel Buysse                                       | Henri Vanlerberghe                                  | Pierre Van de Velde                                 |
| 1915-1918 | Niet verreden in verband met de Eerste Wereldoorlog | Niet verreden in verband met de Eerste Wereldoorlog | Niet verreden in verband met de Eerste Wereldoorlog |
| 1919      | Henri Vanlerberghe                                  | Lucien Buysse                                       | Jules Vanhevel                                      |
| 1920      | Jules Vanhevel                                      | Albert Dejonghe                                     | Alphonse Van Hecke                                  |
| 1921      | René Vermandel                                      | Jules Vanhevel                                      | Louis Budts                                         |
| 1922      | Leon Devos                                          | Jean Brunier                                        | Francis Pélissier                                   |
| 1923      | Heiri Suter                                         | Charles Deruyter                                    | Albert Dejonghe                                     |
| 1924      | Gerard Debaets                                      | René Vermandel                                      | Félix Sellier                                       |
| 1925      | Julien Delbecque                                    | Joseph Pe                                           | Hector Martin                                       |
| 1926      | Denis Verschueren                                   | Gustaaf Van Slembrouck                              | Raymond De Corte                                    |
| 1927      | Gerard Debaets                                      | Gustaaf Van Slembrouck                              | Maurice De Waele                                    |
| 1928      | Jan Mertens                                         | August Mortelmans                                   | Louis De Lannoy                                     |
| 1929      | Jef Dervaes                                         | Georges Ronsse                                      | Alfred Hamerlinck                                   |
| 1930      | Frans Bonduel                                       | Aimé Dossche                                        | Émile Joly                                          |
| 1931      | Romain Gijssels                                     | Cesar Bogaert                                       | Jean Aerts                                          |
| 1932      | Romain Gijssels                                     | Alfons Deloor                                       | Alfred Hamerlinck                                   |
| 1933      | Alfons Schepers                                     | Léon Tommies                                        | Romain Gijssels                                     |
| 1934      | Gaston Rebry                                        | Alfons Schepers                                     | Félicien Vervaecke                                  |
| 1935      | Louis Duerloo                                       | Eloi Meulenberg                                     | Corneille Leemans                                   |
| 1936      | Louis Hardiquest                                    | Edgard De Caluwé                                    | François Neuville                                   |
| 1937      | Michel D'Hooghe                                     | Hubert Deltour                                      | Louis Hardiquest                                    |
| 1938      | Edgard De Caluwé                                    | Sylvère Maes                                        | Marcel Kint                                         |
| 1939      | Karel Kaers                                         | Romain Maes                                         | Edward Vissers                                      |
| 1940      | Achiel Buysse                                       | Georges Christiaens                                 | Briek Schotte                                       |
| 1941      | Achiel Buysse                                       | Gustaaf Van Overloop                                | Odiel Van Den Meersschaut                           |
| 1942      | Briek Schotte                                       | Georges Claes                                       | Robert Van Eenaeme                                  |
| 1943      | Achiel Buysse                                       | Albert Sercu                                        | Camille Beeckmann                                   |
| 1944      | Rik Van Steenbergen                                 | Briek Schotte                                       | Jef Moerenhout                                      |
| 1945      | Sylvain Grysolle                                    | Albert Sercu                                        | Jef Moerenhout                                      |
| 1946      | Rik Van Steenbergen                                 | Louis Thiétard                                      | Briek Schotte                                       |
| 1947      | Emiel Faingnaert                                    | Roger Desmet                                        | Rik Renders                                         |
| 1948      | Briek Schotte                                       | Albert Ramon                                        | Marcel Rijckaert                                    |
| 1949      | Fiorenzo Magni                                      | Valère Ollivier                                     | Briek Schotte                                       |
| 1950      | Fiorenzo Magni                                      | Briek Schotte                                       | Louis Caput                                         |
| 1951      | Fiorenzo Magni                                      | Bernard Gauthier                                    | Attilio Redolfi                                     |
| 1952      | Roger Decock                                        | Loretto Petrucci                                    | Briek Schotte                                       |
| 1953      | Wim van Est                                         | Désiré Keteleer                                     | Bernard Gauthier                                    |
| 1954      | Raymond Impanis                                     | François Mahé                                       | Alfons Van den Brande                               |
| 1955      | Louison Bobet                                       | Hugo Koblet                                         | Rik Van Steenbergen                                 |
| 1956      | Jean Forestier                                      | Stan Ockers                                         | Leon Vandaele                                       |
| 1957      | Fred De Bruyne                                      | Jef Planckaert                                      | Norbert Kerckhove                                   |
| 1958      | Germain Derycke                                     | Willy Truye                                         | Angelo Conterno                                     |
| 1959      | Rik Van Looy                                        | Frans Schoubben                                     | Gilbert Desmet I                                    |
| 1960      | Arthur Decabooter                                   | Jean Graczyk                                        | Rik Van Looy                                        |
| 1961      | Tom Simpson                                         | Nino Defilippis                                     | Jo de Haan                                          |
| 1962      | Rik Van Looy                                        | Michel Van Aerde                                    | Norbert Kerckhove                                   |
| 1963      | Noël Foré                                           | Frans Melckenbeeck                                  | Tom Simpson                                         |
| 1964      | Rudi Altig                                          | Benoni Beheyt                                       | Jo de Roo                                           |
| 1965      | Jo de Roo                                           | Ward Sels                                           | Georges Van Coningsloo                              |
| 1966      | Ward Sels                                           | Adriano Durante                                     | Georges Vandenberghe                                |
| 1967      | Dino Zandegu                                        | Noël Foré                                           | Eddy Merckx                                         |
| 1968      | Walter Godefroot                                    | Rudi Altig                                          | Jan Janssen                                         |
| 1969      | Eddy Merckx                                         | Felice Gimondi                                      | Marino Basso                                        |
| 1970      | Eric Leman                                          | Walter Godefroot                                    | Eddy Merckx                                         |
| 1971      | Evert Dolman                                        | Frans Kerremans                                     | Cyrille Guimard                                     |
| 1972      | Eric Leman                                          | André Dierickx                                      | Frans Verbeeck                                      |
| 1973      | Eric Leman                                          | Freddy Maertens                                     | Eddy Merckx                                         |
| 1974      | Kees Bal                                            | Frans Verbeeck                                      | Eddy Merckx                                         |
| 1975      | Eddy Merckx                                         | Frans Verbeeck                                      | Marc Demeyer                                        |
| 1976      | Walter Planckaert                                   | Francesco Moser                                     | Marc Demeyer                                        |
| 1977      | Roger De Vlaeminck                                  | Walter Godefroot                                    | Jan Raas                                            |
| 1978      | Walter Godefroot                                    | Michel Pollentier                                   | Gregor Braun                                        |
| 1979      | Jan Raas                                            | Marc Demeyer                                        | Daniel Willems                                      |
| 1980      | Michel Pollentier                                   | Francesco Moser                                     | Jan Raas                                            |
| 1981      | Hennie Kuiper                                       | Frits Pirard                                        | Jan Raas                                            |
| 1982      | René Martens                                        | Eddy Planckaert                                     | Rudy Pevenage                                       |
| 1983      | Jan Raas                                            | Ludo Peeters                                        | Marc Sergeant                                       |
| 1984      | Johan Lammerts                                      | Sean Kelly                                          | Jean-Luc Vandenbroucke                              |
| 1985      | Eric Vanderaerden                                   | Phil Anderson                                       | Hennie Kuiper                                       |
| 1986      | Adrie van der Poel                                  | Sean Kelly                                          | Jean-Philippe Vandenbrande                          |
| 1987      | Claude Criquielion                                  | Sean Kelly                                          | Eric Vanderaerden                                   |
| 1988      | Eddy Planckaert                                     | Phil Anderson                                       | Adrie van der Poel                                  |
| 1989      | Edwig Van Hooydonck                                 | Herman Frison                                       | Dag Otto Lauritzen                                  |
| 1990      | Moreno Argentin                                     | Rudy Dhaenens                                       | John Talen                                          |
| 1991      | Edwig Van Hooydonck                                 | Johan Museeuw                                       | Rolf Sørensen                                       |
| 1992      | Jacky Durand                                        | Thomas Wegmüller                                    | Edwig Van Hooydonck                                 |
| 1993      | Johan Museeuw                                       | Frans Maassen                                       | Dario Bottaro                                       |
| 1994      | Gianni Bugno                                        | Johan Museeuw                                       | Andrei Tchmil                                       |
| 1995      | Johan Museeuw                                       | Fabio Baldato                                       | Andrei Tchmil                                       |
| 1996      | Michele Bartoli                                     | Fabio Baldato                                       | Johan Museeuw                                       |
| 1997      | Rolf Sørensen                                       | Frédéric Moncassin                                  | Franco Ballerini                                    |
| 1998      | Johan Museeuw                                       | Stefano Zanini                                      | Andrei Tchmil                                       |
| 1999      | Peter Van Petegem                                   | Frank Vandenbroucke                                 | Johan Museeuw                                       |
| 2000      | Andrei Tchmil                                       | Dario Pieri                                         | Romāns Vainšteins                                   |
| 2001      | Gianluca Bortolami                                  | Erik Dekker                                         | Denis Zanette                                       |
| 2002      | Andrea Tafi                                         | Johan Museeuw                                       | Peter Van Petegem                                   |
| 2003      | Peter Van Petegem                                   | Frank Vandenbroucke                                 | Stuart O'Grady                                      |
| 2004      | Steffen Wesemann                                    | Leif Hoste                                          | Dave Bruylandts                                     |
| 2005      | Tom Boonen                                          | Andreas Klier                                       | Peter Van Petegem                                   |
| 2006      | Tom Boonen                                          | Leif Hoste                                          | George Hincapie                                     |
| 2007      | Alessandro Ballan                                   | Leif Hoste                                          | Luca Paolini                                        |
| 2008      | Stijn Devolder                                      | Nick Nuyens                                         | Juan Antonio Flecha                                 |
| 2009      | Stijn Devolder                                      | Heinrich Haussler                                   | Philippe Gilbert                                    |
| 2010      | Fabian Cancellara                                   | Tom Boonen                                          | Philippe Gilbert                                    |
| 2011      | Nick Nuyens                                         | Sylvain Chavanel                                    | Fabian Cancellara                                   |
| 2012      | Tom Boonen                                          | Filippo Pozzato                                     | Alessandro Ballan                                   |
| 2013      | Fabian Cancellara                                   | Peter Sagan                                         | Jürgen Roelandts                                    |
| 2014      | Fabian Cancellara                                   | Greg Van Avermaet                                   | Sep Vanmarcke                                       |
| 2015      | Alexander Kristoff                                  | Niki Terpstra                                       | Greg Van Avermaet                                   |
| 2016      | Peter Sagan                                         | Fabian Cancellara                                   | Sep Vanmarcke                                       |
| 2017      | Philippe Gilbert                                    | Greg Van Avermaet                                   | Niki Terpstra                                       |
| 2018      | Niki Terpstra                                       | Mads Pedersen                                       | Philippe Gilbert                                    |
| 2019      | Alberto Bettiol                                     | Kasper Asgreen                                      | Alexander Kristoff                                  |
| 2020      | Mathieu van der Poel                                | Wout van Aert                                       | Alexander Kristoff                                  |
| 2021      | Kasper Asgreen                                      | Mathieu van der Poel                                | Greg Van Avermaet                                   |
| 2022      | Mathieu van der Poel                                | Dylan van Baarle                                    | Valentin Madouas                                    |
| 2023      | Tadej Pogačar                                       | Mathieu van der Poel                                | Mads Pedersen                                       |
| 2024      | Mathieu van der Poel                                | Luca Mozzato                                        | Nils Politt                                         |
| 2025      | Tadej Pogačar                                       | Mads Pedersen                                       | Mathieu van der Poel                                |

### Meervoudige winnaars
| Overwinningen | Renner               | Land        | Jaren            |
| ------------- | -------------------- | ----------- | ---------------- |
| 3             | Achiel Buysse        | België      | 1940, 1941, 1943 |
| 3             | Fiorenzo Magni       | Italië      | 1949, 1950, 1951 |
| 3             | Eric Leman           | België      | 1970, 1972, 1973 |
| 3             | Johan Museeuw        | België      | 1993, 1995, 1998 |
| 3             | Tom Boonen           | België      | 2005, 2006, 2012 |
| 3             | Fabian Cancellara    | Zwitserland | 2010, 2013, 2014 |
| 3             | Mathieu van der Poel | Nederland   | 2020, 2022, 2024 |
| 2             | Gerard Debaets       | België      | 1924, 1927       |
| 2             | Romain Gijssels      | België      | 1931, 1932       |
| 2             | Briek Schotte        | België      | 1942, 1948       |
| 2             | Rik Van Steenbergen  | België      | 1944, 1946       |
| 2             | Rik Van Looy         | België      | 1959, 1962       |
| 2             | Walter Godefroot     | België      | 1968, 1978       |
| 2             | Eddy Merckx          | België      | 1969, 1975       |
| 2             | Jan Raas             | Nederland   | 1979, 1983       |
| 2             | Edwig Van Hooydonck  | België      | 1989, 1991       |
| 2             | Peter Van Petegem    | België      | 1999, 2003       |
| 2             | Stijn Devolder       | België      | 2008, 2009       |
| 2             | Tadej Pogačar        | Slovenië    | 2023, 2025       |

### Overwinningen per land
| Overwinningen | Land                |
| ------------- | ------------------- |
| 69            | België              |
| 13            | Nederland           |
| 11            | Italië              |
| 4             | Zwitserland         |
| 3             | Frankrijk           |
| 2             | Denemarken          |
| 2             | Duitsland           |
| 2             | Slovenië            |
| 1             | Noorwegen           |
| 1             | Slowakije           |
| 1             | Verenigd Koninkrijk |

### Winst door wereldkampioen
| Jaar | Wereldkampioen       |
| ---- | -------------------- |
| 1955 | Louison Bobet        |
| 1962 | Rik Van Looy         |
| 1975 | Eddy Merckx          |
| 2006 | Tom Boonen           |
| 2016 | Peter Sagan          |
| 2024 | Mathieu van der Poel |
| 2025 | Tadej Pogačar        |

## Erelijst vrouwen
Het record staat, met drie overwinningen, op naam van de Belgische Lotte Kopecky (2022, 2023 en 2025).
| Jaar | Winnaar                     | Tweede                 | Derde                         |
| ---- | --------------------------- | ---------------------- | ----------------------------- |
| 2004 | Zoelfia Zabirova            | Trixi Worrack          | Leontien Zijlaard-Van Moorsel |
| 2005 | Mirjam Melchers-Van Poppel  | Susanne Ljungskog      | Monia Baccaille               |
| 2006 | Mirjam Melchers-Van Poppel  | Christiane Soeder      | Loes Gunnewijk                |
| 2007 | Nicole Cooke                | Zoelfia Zabirova       | Marianne Vos                  |
| 2008 | Judith Arndt                | Kristin Armstrong      | Kirsten Wild                  |
| 2009 | Ina-Yoko Teutenberg         | Kirsten Wild           | Emma Johansson                |
| 2010 | Grace Verbeke               | Marianne Vos           | Kirsten Wild                  |
| 2011 | Annemiek van Vleuten        | Tatjana Antosjina      | Marianne Vos                  |
| 2012 | Judith Arndt                | Kristin Armstrong      | Joëlle Numainville            |
| 2013 | Marianne Vos                | Ellen van Dijk         | Emma Johansson                |
| 2014 | Ellen van Dijk              | Elizabeth Armitstead   | Elisa Longo Borghini          |
| 2015 | Elisa Longo Borghini        | Jolien D'hoore         | Anna van der Breggen          |
| 2016 | Elizabeth Armitstead        | Emma Johansson         | Chantal Blaak                 |
| 2017 | Coryn Rivera                | Gracie Elvin           | Chantal Blaak                 |
| 2018 | Anna van der Breggen        | Amy Pieters            | Annemiek van Vleuten          |
| 2019 | Marta Bastianelli           | Annemiek van Vleuten   | Cecilie Uttrup Ludwig         |
| 2020 | Chantal van den Broek-Blaak | Amy Pieters            | Lotte Kopecky                 |
| 2021 | Annemiek van Vleuten        | Lisa Brennauer         | Grace Brown                   |
| 2022 | Lotte Kopecky               | Annemiek van Vleuten   | Chantal van den Broek-Blaak   |
| 2023 | Lotte Kopecky               | Demi Vollering         | Elisa Longo Borghini          |
| 2024 | Elisa Longo Borghini        | Katarzyna Niewiadoma   | Shirin van Anrooij            |
| 2025 | Lotte Kopecky               | Pauline Ferrand-Prévot | Liane Lippert                 |

#### Meervoudige winnaars
| Overwinningen | Renner                     | Land      | Jaren            |
| ------------- | -------------------------- | --------- | ---------------- |
| 3             | Lotte Kopecky              | België    | 2022, 2023, 2025 |
| 2             | Mirjam Melchers-Van Poppel | Nederland | 2005, 2006       |
| 2             | Judith Arndt               | Duitsland | 2008, 2012       |
| 2             | Annemiek van Vleuten       | Nederland | 2011, 2021       |
| 2             | Elisa Longo Borghini       | Italië    | 2015, 2024       |

#### Overwinningen per land
| Overwinningen | Land                |
| ------------- | ------------------- |
| 8             | Nederland           |
| 4             | België              |
| 3             | Duitsland           |
| 3             | Italië              |
| 2             | Verenigd Koninkrijk |
| 1             | Rusland             |
| 1             | Verenigde Staten    |

### Winst door wereldkampioen
| Jaar | Wereldkampioen       |
| ---- | -------------------- |
| 2013 | Marianne Vos         |
| 2016 | Elizabeth Armitstead |
| 2025 | Lotte Kopecky        |

## Trivia
- De langste editie werd verreden in 1913: 324 kilometer.
- De traagste editie werd verreden in 1923: 26,223 km/u.
- De snelste editie werd verreden in 2025: 44,981 km/u.[5]
- De jongste winnaar was Rik Van Steenbergen: 19 jaar (1944).
- De oudste winnaar was Andrei Tchmil: 37 jaar (2000).
- Op 22 augustus 1915 werd vanwege de Eerste Wereldoorlog een alternatieve Ronde van Vlaanderen gereden op de wielerbaan van Evergem over 150 km. Léon Buysse won voor Oskar Goetgebuer en Albert Desmedt.
- In 2010 werden tijdens de Ronde opnames gemaakt voor De Ronde, een fictiereeks voor één van Jan Eelen die zich volledig afspeelt tijdens de Ronde van Vlaanderen.
- De Ronde van Vlaanderen vormt samen met Milaan-San Remo, Parijs-Roubaix, Luik-Bastenaken-Luik en de Ronde van Lombardije de vijf Monumenten.

## Wielertoeristen
Sinds 1999 kunnen wielertoeristen de dag voor de Ronde het parcours, of een deel ervan, afleggen. Het is een van de populairste tochten voor wielertoeristen. Zo fietsten op 3 april 2009 een recordaantal van 19.000 wielertoeristen uit dertig verschillende landen hun Ronde van Vlaanderen.
Daarnaast zijn er bewegwijzerde lussen vanuit het Centrum Ronde van Vlaanderen, zo kunnen wielertoeristen het hele jaar door de Ronde van Vlaanderenroute fietsen.

## Dorp van de Ronde
Jaarlijks wordt een bepaald dorp op het parcours in de kijker gezet, het Dorp van de Ronde. In dit dorp vinden dan tal van feestelijkheden plaats. Daarbij wordt een persoon of zaak, die gestalte gaf aan de Ronde van Vlaanderen, gehuldigd of herdacht.
- 2000: Ingelmunster – Eric Leman
- 2001: Kwaremont – Karel Van Wijnendaele
- 2002: Aarsele – Roger Decock
- 2003: Eeklo – Noël Foré
- 2004: Lichtervelde – Henri Vanlerberghe
- 2005: Brakel – de hellingen van de Ronde
- 2006: Ichtegem – Jules Vanhevel
- 2007: Gavere – Arthur Decabooter
- 2008: Bellegem – Germain Derycke
- 2009: Wetteren – Achiel Buysse
- 2010: Desselgem – Briek Schotte
- 2011: Zwalm – de Molenberg
- 2012: Torhout – Karel Van Wijnendaele
- 2013: Rekkem – Pol Deman
- 2014: Heule – Gerard Debaets
- 2015: Zwevegem – Marcel Kint
- 2016: Tielt – Roger Decock en Briek Schotte
- 2017-2020: Sint-Niklaas, Hamme-Zogge, Berlare, Aalst, Erpe-Mere, Herzele en Zottegem[6]
- 2022: Haaltert [7], Sint-Niklaas, Berlare, Hamme, Herzele, Zottegem [8]
- 2023: Beernem, Aalter, Izegem en Zulte
- 2024: Herzele
- 2025: Beernem

## DeRonde2020
Op 5 april 2020 organiseerden Flanders Classics en Sporza als gevolg van de coronapandemie een virtuele editie van de Ronde van Vlaanderen voor mannen, waarbij dertien profrenners de laatste 32 km thuis op de rollen reden. Greg Van Avermaet won voor Oliver Naesen en Nicolas Roche.

## Afbeeldingen

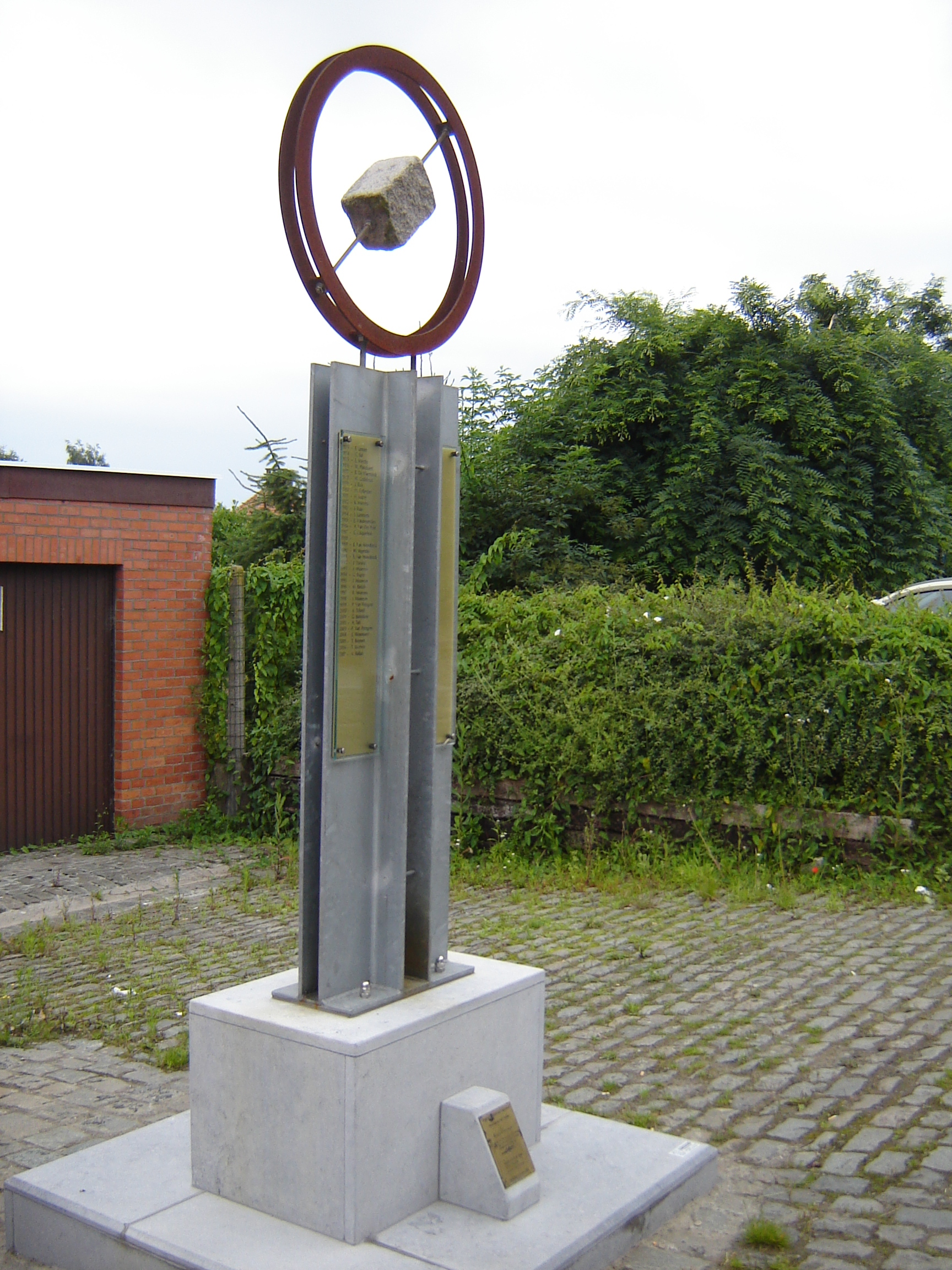
Monument voor de Ronde van Vlaanderen aan de Paddestraat.
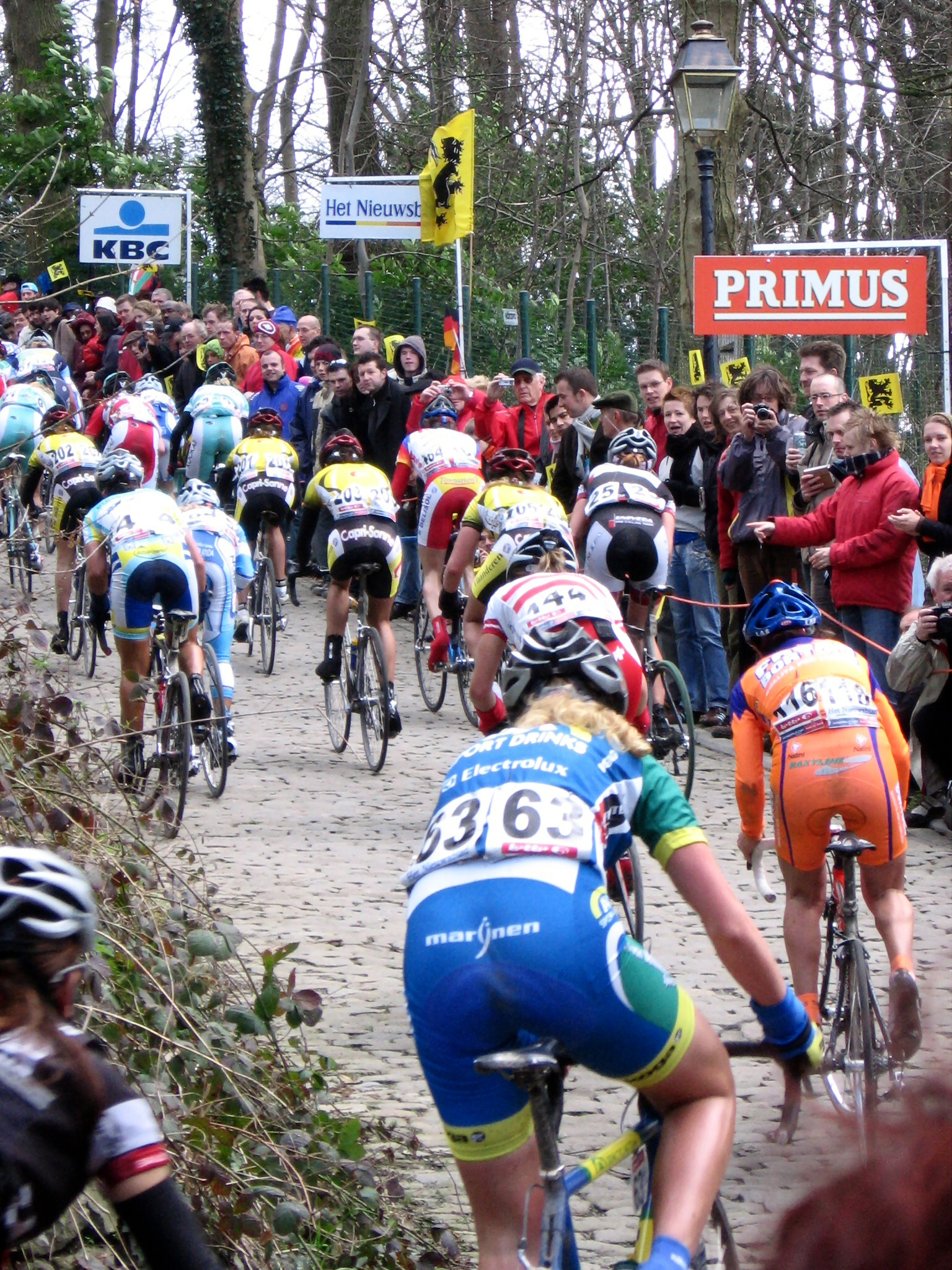
Het vrouwenpeloton op de Muur van Geraardsbergen in 2006.
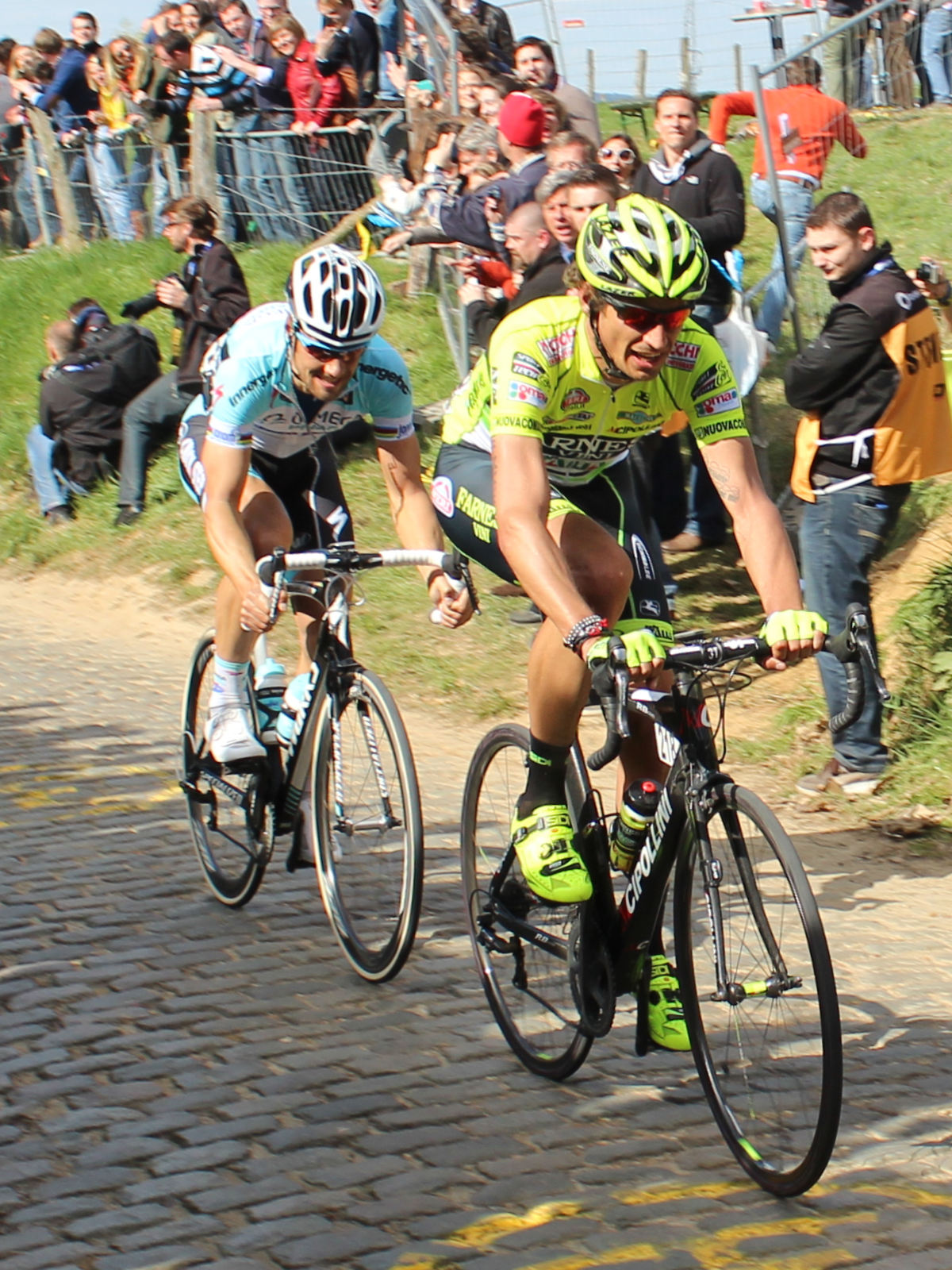
Filippo Pozzato en Tom Boonen tijdens de Ronde van Vlaanderen 2012.
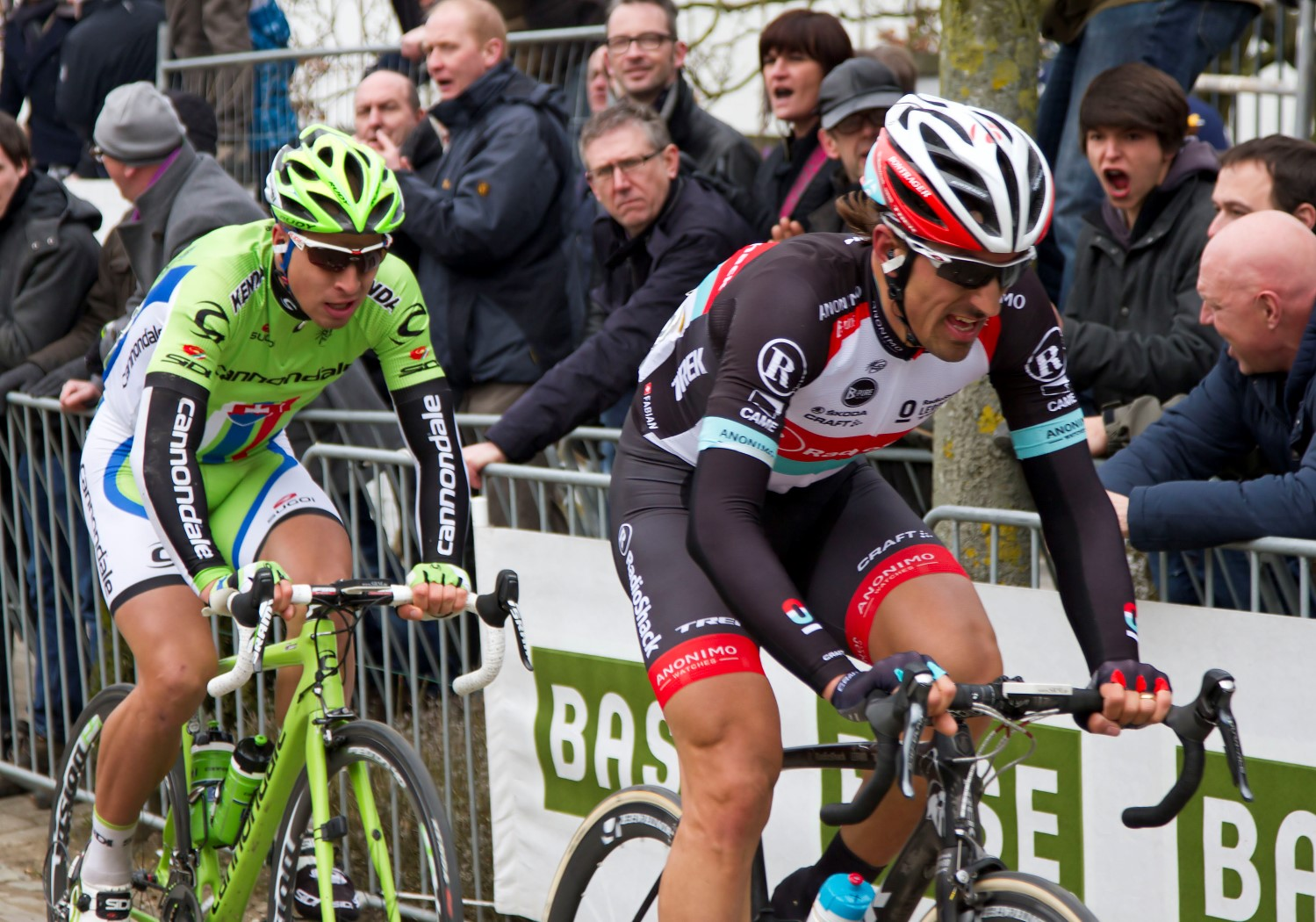
Fabian Cancellara en Peter Sagan tijdens de Ronde van Vlaanderen 2013.